# Подружейные собаки
Подружейные собаки — группа пород охотничьих собак, используемых в качестве помощника человека в охоте с ружьём. В момент выстрела подружейные собаки находятся недалеко от охотника, «под ружьём».
Подружейные собаки предназначены для охоты на пернатую дичь — луговую, боровую, болотную, водоплавающую, — а также на зайца и другого мелкого зверя. Подружейные породы подразделяются в зависимости от способа охоты и манеры работы собаки. К подружейным породам относятся:
| Типы      | Описание                                                         | Пример | Пример                     |
| --------- | ---------------------------------------------------------------- | ------ | -------------------------- |
| Легавые   | делающие стойку над обнаруженной дичью                           |        | Английский пойнтер         |
| Ретриверы | приносящие подстреленную птицу из зарослей или с воды            |        | Золотистый ретривер        |
| Спаниели  | поднимающие птицу на крыло («вспугивающие», англ. flushing dogs) |        | Английский коккер-спаниель |